# 斯韋特洛戈爾斯克 (白俄羅斯)

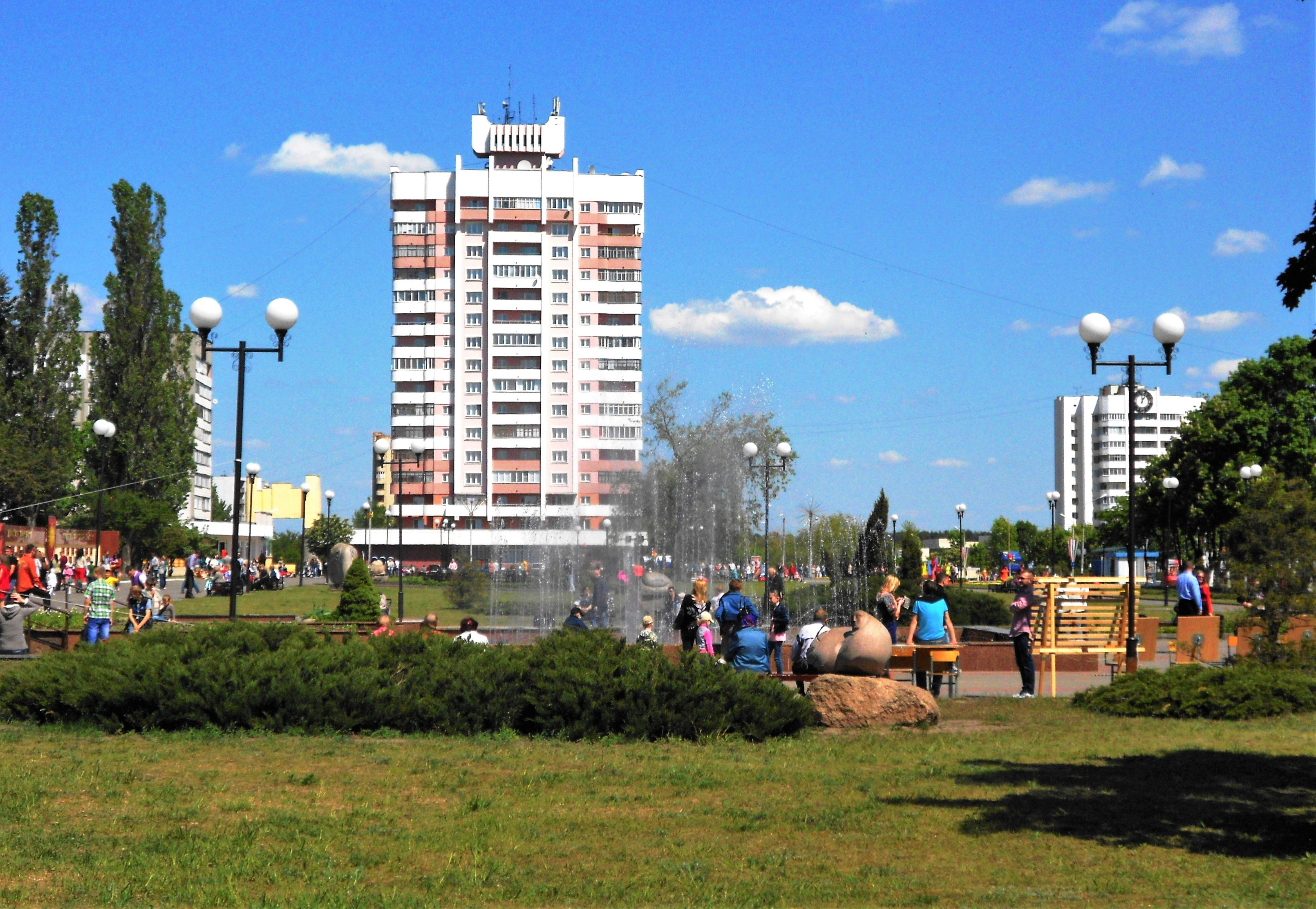

斯韋特洛戈爾斯克（羅馬化：Svietlahorsk，發音：[sʲvʲetɫaˈɣorsk]，羅馬化：Svetlogorsk）是白俄罗斯戈梅利州斯韋特洛戈爾斯克區内的城市及该区的行政中心。該市距离州府戈梅利113公里，2015年人口68,539。